# Adonis Stevenson
Adonis Stevenson (* 22. September 1977 in Port-au-Prince) ist ein kanadischer Profiboxer haitianischer Herkunft und ehemaliger Weltmeister der WBC im Halbschwergewicht.

## Amateurkarriere
Adonis Stevenson gewann 33 von 38 Amateurkämpfen. Er wurde 2005 und 2006 Kanadischer Meister im Mittelgewicht und wurde in diesen beiden Jahren auch zu Kanadas Boxer des Jahres gewählt.
Bei den 13. Weltmeisterschaften 2005 im chinesischen Mianyang, unterlag er dem Kubaner Emilio Correa 20:37 nach Punkten. Bei den 18. Commonwealth Games 2006 im australischen Melbourne verlor er erst im Finale gegen Jarrod Fletcher, konnte damit die Silbermedaille erkämpfen und wurde damit auch Kanadas einziger Medaillengewinner der Spiele.

## Profikarriere
Noch im September 2006 bestritt er seinen ersten Profikampf; er besiegte dabei Mike Funk durch Erstrunden-K. o., worauf Funk seine Boxkarriere beendete. Bis Dezember 2007 gewann er neun Kämpfe in Folge, davon sieben durch Knockout. Dabei besiegte er unter anderem Marcus Thomas (10-1) aus Barbados, den noch ungeschlagenen Eduardo Calderón (3-0) und den US-Amerikaner Etianne Whitaker, der bereits Weltmeister wie William Joppy und Károly Balzsay vor den Fäusten hatte. All diese drei Siege erzielte er durch K. o. in der ersten Runde.
Am 7. Dezember 2007 wurde er in Montreal durch einen Punktesieg gegen David Whittom, Kanadischer Meister im Supermittelgewicht. Gleich in seinem nächsten Kampf am 5. April 2008 in Montreal, besiegte er Dhafir Smith durch t.K.o. in der fünften Runde und erhielt damit den Amerikanisch-Kontinentalen Meistertitel der WBC. Diesen verteidigte er knapp vier Monate später durch K. o. in der ersten Runde gegen Anthony Bonsante (31-9). Am 25. September 2009 gewann er durch t.K.o. in der fünften Runde gegen Jermain Mackey (18-3), den Internationalen Meistertitel der WBC.
Seine erste Niederlage als Profi musste er schließlich völlig überraschend im April 2010 gegen den als Aufbaugegner gedachten Darnell Boone (16-15) hinnehmen, als er in der zweiten Runde durch t.K.o. verlor. Es war sein erster Profikampf außerhalb Kanadas und sein erster Kampf unter seinem neuen Promoter Lou DiBella.
Er bestritt anschließend für fast ein Jahr keinen Kampf mehr und stieg erst am 8. April 2011 wieder in Ring. Dabei schlug er Derek Edwards (25-1) in der dritten Runde K. o. und gewann dadurch den Nordamerikanischen Meistertitel der NABA. In seinem nächsten Duell im September 2011 in Las Vegas, gewann er gegen Shujaa El-Amin (11-1) durch t.K.o. in der ersten Runde.
Am 10. Dezember 2011 besiegte er Aaron Pryor junior (16-4) durch t.K.o. in Runde 9, verteidigte damit seinen NABA-Titel und erhielt zusätzlich den Nordamerikanischen Meistertitel der NABO. Am 18. Februar 2012 gewann er durch K. o. in der ersten Runde gegen Jesús González (27-1), den Interkontinentalen Meistertitel der IBF.
Am 20. April 2012 sicherte er sich zudem durch einen t.K.o.-Sieg in der zweiten Runde gegen Noé González Alcoba (28-1, einzige Niederlage gegen Felix Sturm), den Silbertitel der WBC. Im März 2013 besiegte er Darnell Boone, gegen den er seine bisher einzige Niederlage hinnehmen musste, durch K. o. in der sechsten Runde.
Am 8. Juni 2013 gewann er die WBC-WM im Halbschwergewicht durch einen K. o.-Sieg in der ersten Runde gegen Chad Dawson (31-2). Seine erste Titelverteidigung bestritt er Ende September 2013 gegen Tavoris Cloud (24-1) und gewann durch Aufgabe seines Gegners nach der siebenten Runde. Am 30. November 2013 verteidigte er seinen Titel durch t.K.o. in der sechsten Runde gegen Tony Bellew (20-1).
Am 24. Mai 2014 konnte er in einer weiteren Titelverteidigung den Polen Andrzej Fonfara (25-2) einstimmig nach Punkten besiegen. Zudem hatte er seinen Gegner zweimal am Boden. Im Dezember 2014 besiegte er zudem den Russen Dmitri Suckotski (22-2) durch K. o. in der fünften Runde.
Am 4. April 2015 besiegte er Sakio Bika (32-6) einstimmig nach Punkten. Tommy Karpency (25-4) besiegte er im September 2015 bereits in der dritten Runde. Im Juli 2016 schlug er Thomas Williams (20-1) durch K. o. in der vierten Runde.
In seiner inzwischen achten Titelverteidigung schlug er am 3. Juni 2017 erneut Andrzej Fonfara (29-4) durch technischen Knockout in der zweiten Runde. In seiner neunten Titelverteidigung am 19. Mai 2018 erzielte er ein Unentschieden gegen Badou Jack (22-1).
Am 1. Dezember 2018 verlor er den Titel durch eine K.-o.-Niederlage in der elften Runde an den Ukrainer Oleksandr Hwosdyk (15-0).